# Великопольская лошадь

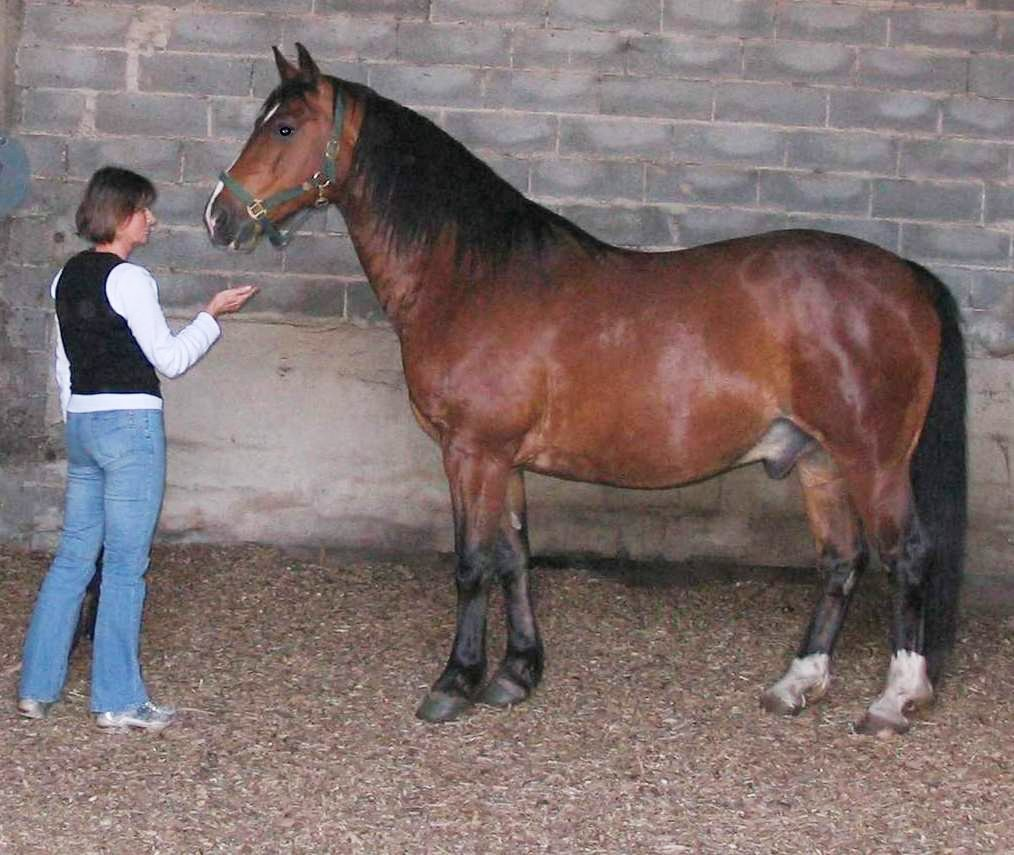

Великопо́льская поро́да — одна из самых значительных полукровных пород в Польше. Эта порода близка к тракененской, а названа в честь Великопольского воеводства, где она была выведена.

## Происхождение
Великопольская порода имеет сходное происхождение с малопольской, другой польской породой арабского корня, обе они первоначально выводились для работы под верхом и в упряжи, также годились для сельскохозяйственных работ. Их основой были исконно польские породы — познанская и мазуренская, в настоящее время не существующие и практически полностью влившиеся в великопольскую и малопольскую.
Великопольская порода была выведена после Второй мировой войны, когда аборигенные породы, включая польского Коника, начали скрещивать с тракененской, ганноверской, чистокровной верховой и арабской, для получения превосходной лошади среднего калибра, пригодной для верховой езды и работы в упряжи. Предположительно в породе существуют два типа — более массивный и грубый, скорее упряжной старый тип, и спортивный, приближающийся к западноевропейским полукровным лошадям.
Породу разводят в тринадцати конных заводах Польши, пять из которых разводят исключительно лошадей для спорта. Великопольские лошади одинаково подходят для верховой езды и работы в упряжи и используются как улучшатели в спортивном коневодстве Польши.

## Экстерьер
Лошади великопольской породы имеют благородную, похожую на арабскую, но несколько более простую голову, уши красивой формы и средней длины, взгляд живой и интеллигентный. Шея высоко посаженная, длинная и элегантная, с небольшим гребнем. Лопатка наклонная, длинная, грудь широкая и глубокая. Задние конечности хорошо обмускулены, ноги длинные, костистые, сухие, копыта правильной формы.

## Характеристики
Великопольская — универсальная спортивная лошадь, также используемая в драйвинге. Она сильна и очень вынослива, обладает уравновешенным темпераментом, старательна и послушна.